# Баимов, Роберт Нурмухаметович
Ро́берт Нурмухаме́тович Баи́мов (баш. Роберт Нурмөхәмәт улы Байымов; 10 января 1937, Утяганово — 30 апреля 2010, Уфа) — советский и российский литературовед, писатель, доктор филологических наук, профессор (1983), почётный академик АН РБ (1991), заслуженный деятель науки Башкирской АССР, заслуженный деятель науки Российской Федерации.

## Биография
Родился 10 января 1937 года в деревне Утяганово Кармаскалинского района Башкирской АССР.
Учился в Биш-Унгарской средней школе, после окончания которой работал учителем физики и математики в Старо-Киешкинской и Биштякинской семилетних школах, откуда был призван на службу в армию.
После демобилизации поступил учиться на филологический факультет Башкирского государственного университета (ныне Уфимский университет науки и технологий). Здесь он участвовал в общественной жизни вуза, был секретарем комитета комсомола. После окончания с отличием БГУ он работал здесь же ассистентом кафедры башкирской литературы и фольклора.
В 1965—1968 годах обучался в целевой аспирантуре МГУ на кафедре истории советской литературы, защитил кандидатскую диссертацию. С 1968 работал преподавателем, с 1981 года Роберт Баимов заведовал кафедрой башкирской литературы и фольклора БГУ. В 1982 году он защитил в МГУ докторскую диссертацию. В 1984 году ему было присвоено звание профессора, в 1991 — член-корреспондента Академии наук Республики Башкортостан.
Умер 30 апреля 2010 года в Уфе. Похоронен на Южном кладбище.

## Научная и творческая деятельность
Литературную деятельность он начал как критик (1963), автор монографий: «Шаг в зрелость» (1975), «Башкирский историко-революционный роман» (1980), «Жанр романа в системе эпических форм башкирской прозы» (1982), прозаических произведений: «Жажда» («Сарсау», 1980), «Закрытое сокровище» («Бикле хазина», 1982), «Вернемся солдатами» («Kайтырбыз hалдат булып», 1986).
Р. Баимовым опубликовано свыше 500 научных работ, в том числе около 40 книг и монографий. Под его руководством подготовлены свыше трех десятков докторов и кандидатов наук.
Роберт Баимов — один из авторов и членов Научно-редакционного совета «Башкирской Энциклопедии» и шеститомной «Истории башкирской литературы», автор учебников, учебных пособий для школ и вузов. Под его руководством созданы издания «Башкирская литература XX века» (2003), «Великие лики и литературные памятники Востока» (2006).
Баимов — автор повестей «Запоздалая мелодия», «Вернемся солдатами», а также книги рассказов «Жажда» (1980), «Сокрытый клад» (1982), романов «Расплата» (1989), «Караван идет из Багдада», романа «Полет сокола» («Сыбар шонкар») о башкирском национальном движении начала XX века. В 1997 году этот роман был удостоен Государственной премии Республики Башкортостан им. С. Юлаева. На русском языке роман увидел свет под названием «Кречет мятежный».
Роберт Баимов являлся главным редактором печатного издания Академии наук Республики Башкортостан — научного журнала «Ядкар», ныне «Проблемы востоковедения».
В последние годы жизни Р. Н. Баимов исследовал истоки тюрко-арабо-фарсиязычных литератур. Результатом деятельности в этом направлении стало издание им монографии «Великие лики и литературные памятники Востока», которая рекомендована Министерством образования Башкортостана в качестве учебника для вузов, а газетой «Башкортостан» объявлена «Книгой года».

## Награды и звания
За плодотворную творческую и научно-педагогическую деятельность, подготовку кадров Роберт Баимов награждён знаком «Отличник высшего образования СССР», удостоен званий «Заслуженный деятель науки Башкирской АССР» и «Заслуженный деятель науки Российской Федерации».